# Józefa Kierzkiewicz

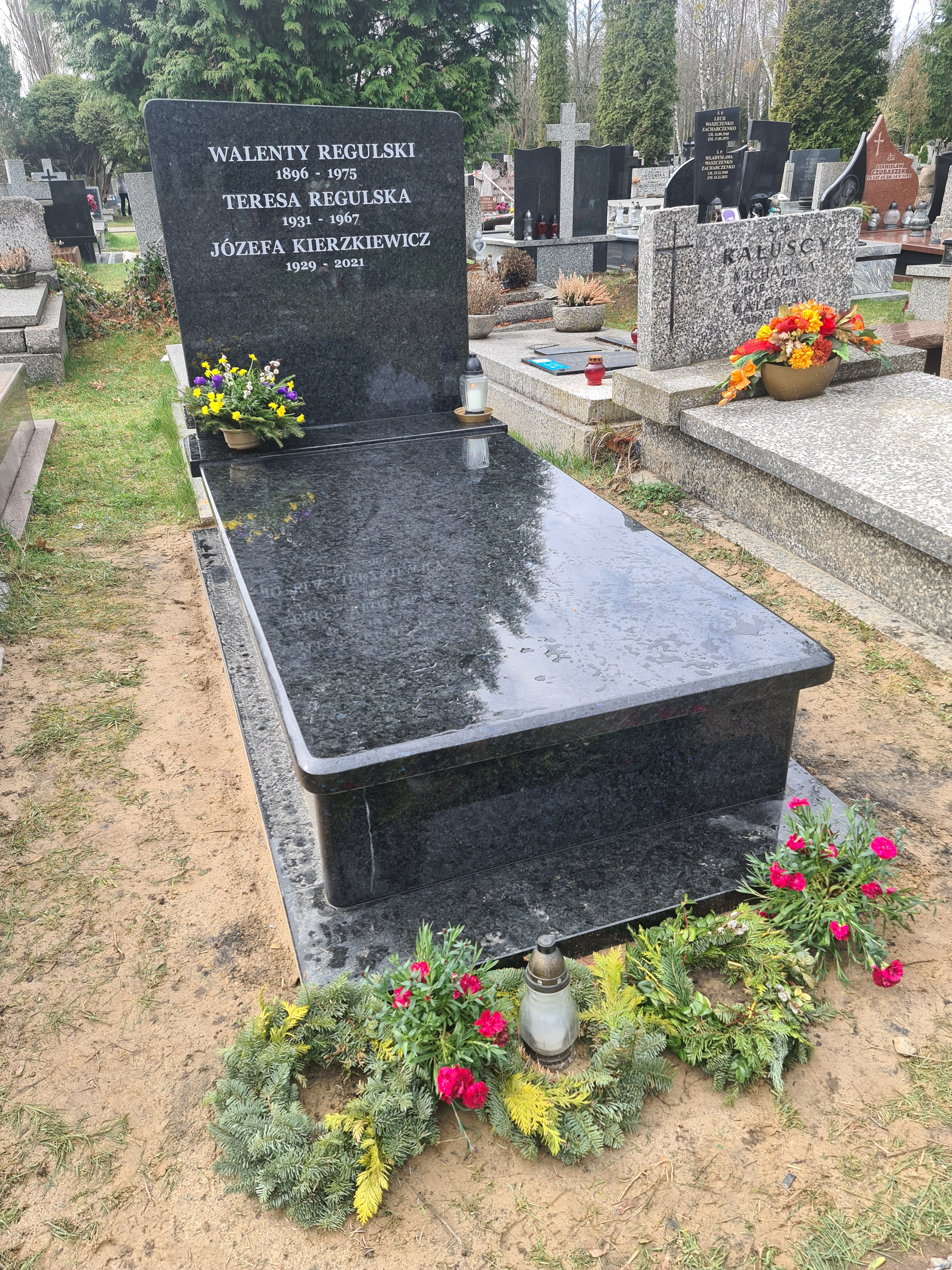
Nagrobek Walentego Regulskiego, jego żony Teresy oraz Józefy Kierzkiewicz na cmentarzu Komunalnym Północnym w Warszawie

Józefa Wiktoria Kierzkiewicz (ur. 20 kwietnia 1929 w Głęboczu Wielkim, zm. 5 kwietnia 2021 w Warszawie) – polska działaczka społeczna, wieloletnia sekretarz gdyńskiego koła Gdańskiego Oddziału Związku Sybiraków.

## Życiorys
Józefa Grześkowiak była drugą najstarszą córką leśnika Franciszka Grześkowiaka (1900–1963) i Marianny z domu Grabowskiej (1907–1982). 10 lutego 1940 roku cała rodzina została zesłana do obwodu archangielskiego. W październiku 1941 roku – po ogłoszeniu amnestii dla zesłanych Polaków – cała rodzina ruszyła na południe. Wraz z Armią Andersa rodzina wydostała się z ZSRR w sierpniu 1942 roku i Józefa – wraz z rodzeństwem – (po rocznym pobycie w Iranie) znalazła się w Północnej Rodezji, gdzie mieszkali w Abercorn i chodzili do polskiego gimnazjum i liceum dla uchodźców w Lusace do 1947 roku. 
Po powrocie do Polski w sierpniu 1947 roku Józefa Grześkowiak osiadła w Gdyni, gdzie wyszła za mąż za Zbigniewa Kierzkiewicza. Do przejścia na emeryturę pracowała w Izbie Wełny.
Po 1989 roku pracowała społecznie w gdyńskim kole Gdańskiego Oddziału Związku Sybiraków, od momentu jego utworzenia, przez wiele lat będąc jego sekretarzem. 

## Odznaczenia
- Złoty Krzyż Zasługi za pracę społeczną w Związku Sybiraków (2012)
- Krzyż Zesłańców Sybiru
- Złota Odznaka Honorowa za Zasługi dla Związku Sybiraków

## Życie rodzinne
Rodzice Józefy Kierzkiewicz i wszystkie ich dzieci (siedmioro dzieci w wieku od 13 do 2 lat w momencie zesłania) przeżyli zsyłkę. Starsza siostra Józefy Kierzkiewicz, Joanna (1927–2017) była żoną Aleksandra Matejki, młodsza siostra, Teresa (1931–1967) była żoną Walentego Regulskiego i matką m.in. Elżbiety Regulskiej-Chlebowskiej.